# Scutelliseta mesaptiloides
Scutelliseta mesaptiloides är en tvåvingeart som beskrevs av Richards 1968. Scutelliseta mesaptiloides ingår i släktet Scutelliseta och familjen hoppflugor. Inga underarter finns listade i Catalogue of Life.